# Triacanthidae
Famille
Les Triacanthidae sont une famille de poissons tetraodontiformes (la plupart des tetraodontiformes sont des poissons marins qui vivent à l'intérieur et autour des récifs coralliens).

## Liste des genres
Selon FishBase (13 fev. 2016),  World Register of Marine Species (13 fev. 2016) et ITIS (27 mai 2016) :
- genre Pseudotriacanthus Fraser-Brunner, 1941
- genre Triacanthus Oken, 1817
- genre Tripodichthys Tyler, 1968
- genre Trixiphichthys Fraser-Brunner, 1941

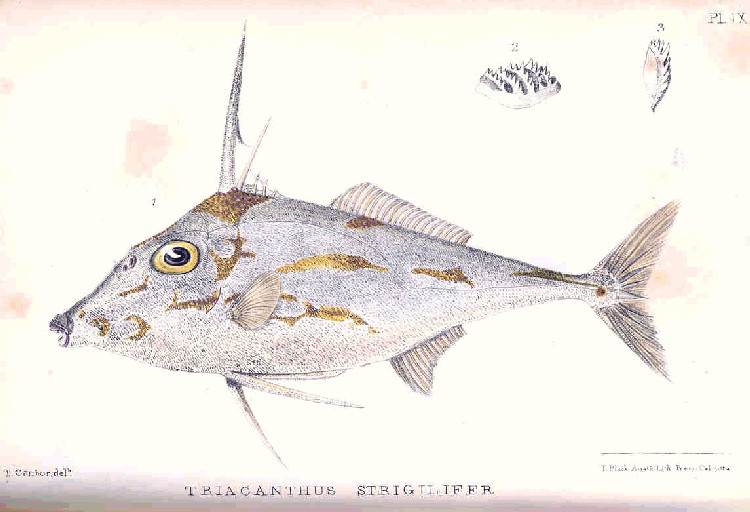
Pseudotriacanthus strigilifer
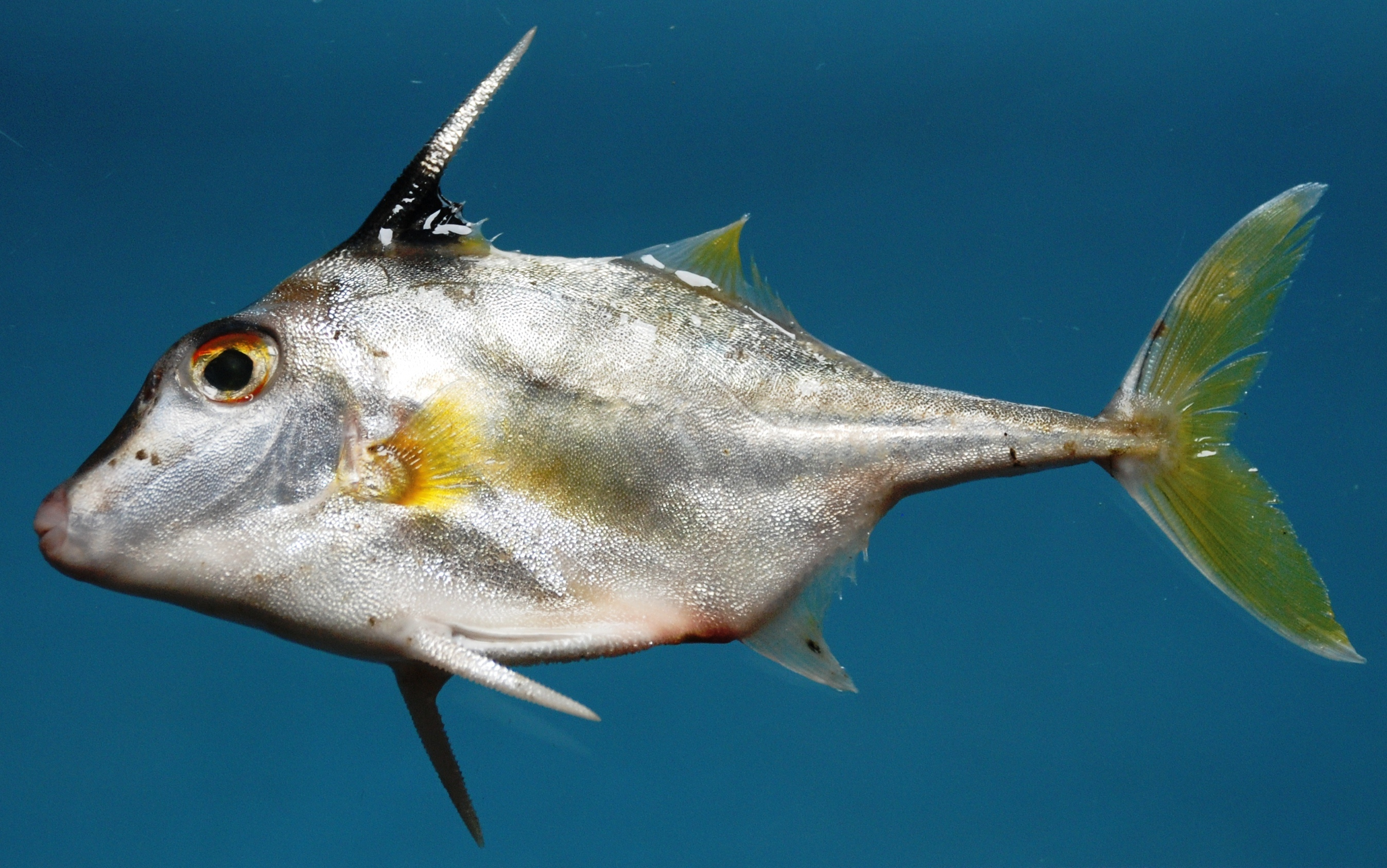
Triacanthus biaculeatus
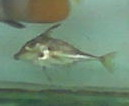
Tripodichthys blochii